# 납작빵
납작빵(영어: flatbread 플랫브레드[*])은 밀가루, 물, 그리고 소금으로 만들어지는 빵의 종류이다. 납작빵의 반죽은 얇고 평평한 것이 특징이다. 두께는 1mm부터 1cm까지 다양하다.
납작빵은 주로 두 종류로 나뉘는데, 하나는 한 겹으로 이루어진 납작빵이고, 또 다른 하나는 두 겹으로 이루어진 납작빵이다. 두 겹으로 이루어진 납작빵은 대부분 이스트가 들어가고, 한 겹으로 이루어진 납작빵은 이스트가 들어가기도 하고, 들어가지 않기도 한다. 대부분의 납작빵에는 이스트를 넣지 않지만, 피타 같은 예외도 있다. 커리가루나 고춧가루, 할라페뇨고추, 후추 같은 재료를 사용하기도 한다. 또 올리브 기름이나 참기름을 사용할 수도 있다.
기원전 2,500년 고대 이집트에서는 뜨거운 재나 가열한 돌로 납작빵을 만들었다. 과거 메소포타미아 문명의 수메르인들은 곡식을 으깨 반죽을 만든 후 납작빵을 만들어 먹는 방법을 발견했다. 오늘날에는 최소 18억 명의 사람이 납작빵을 즐겨 먹는다.

## 납작빵 목록

### 유럽 및 중앙/서아시아
- 괴즐레메(터키)
- 구탑(아제르바이잔)

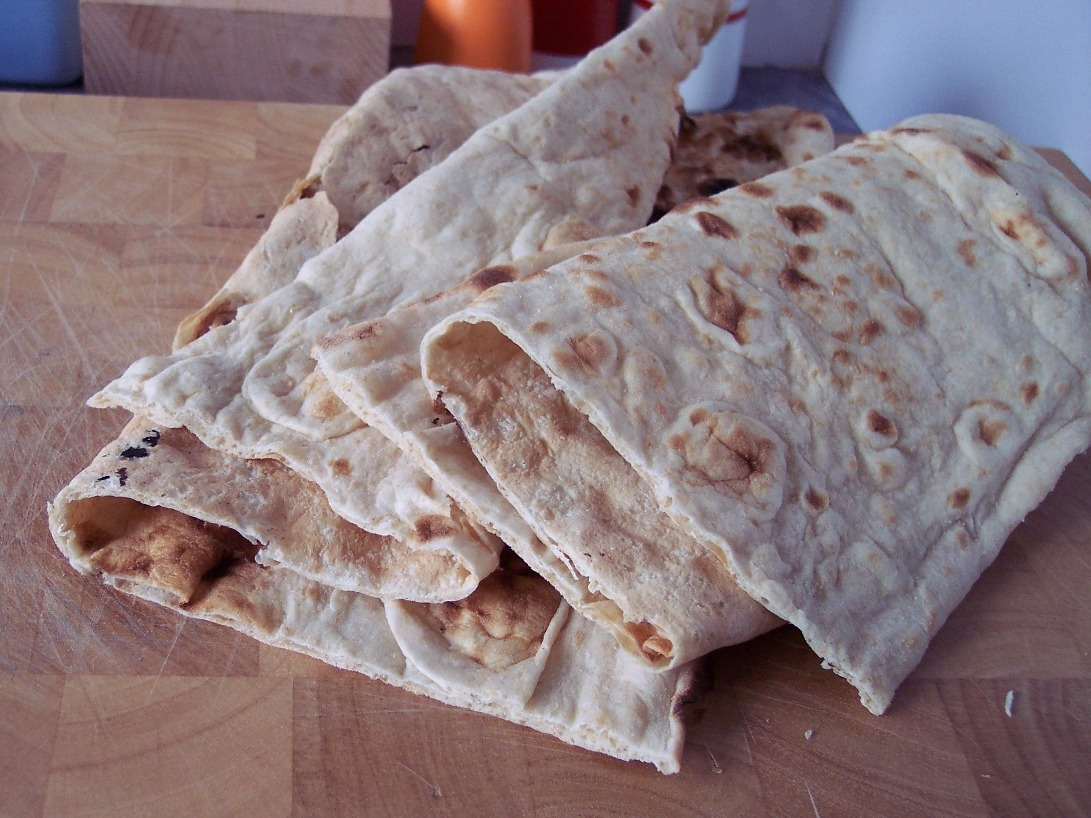
아프간 브레드

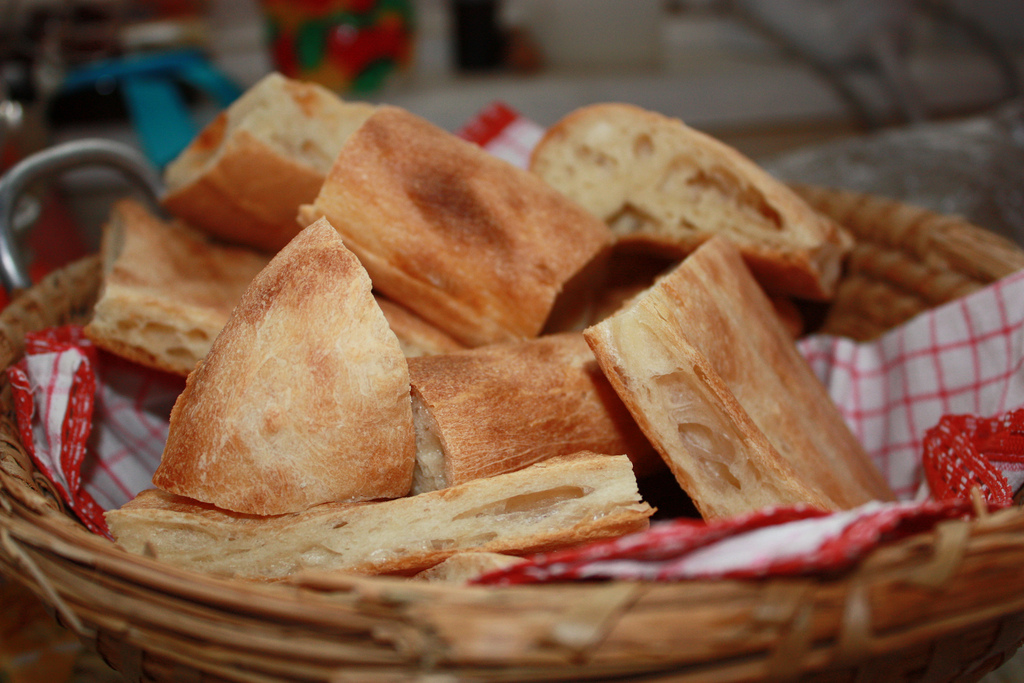
조지 토니스 푸리

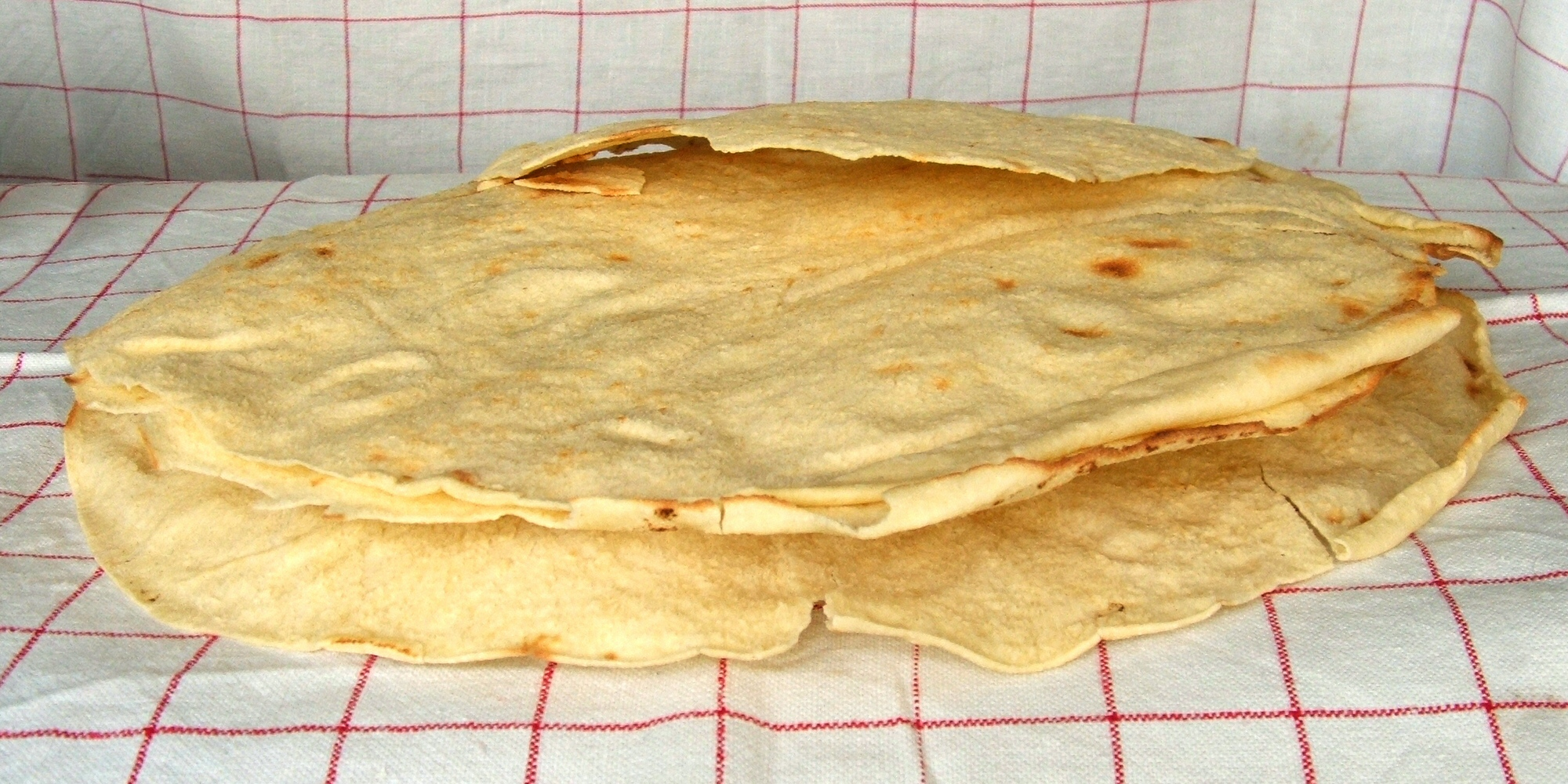
사르디니아의 파네 카라사우

- 라바시(아르메니아, 아제르바이잔, 이란)
- 란고시(헝가리)
- 리에스카(핀란드)
- 마트나카시(아르메니아)
- 바르바리빵(페르시아)
- 바즐리마(터키)
- 베넉(스코틀랜드)
- 볼라니(아프가니스탄)
- 산가크(페르시아)
- 소먼, 레피나(보스니아 헤르체고비나)
- 쇼티스 푸리(조지아)
- 시르말(페르시아, 인도 아대륙)
- 아프간 브레드(아프가니스탄)
- 오비 논(아프가니스탄, 우즈베키스탄)
- 유프카(터키)
- 제병(유럽)
- 크리스마스 웨이퍼(폴란드)
- 타르트 플랑베(알자스)
- 타프툰(페르시아)
- 텔지아(이탈리아)
- 토니스 푸리(조지아)
- 토르타(스페인)
- 토르타 데 가스파초(스페인)
- 툰브뢰드(스웨덴)
- 파네 카라사우(사르디니아)
- 팔(아일랜드, 스코틀랜드)
- 패스티(콘윌)
- 포드플로믹(폴란드)
- 포카차(이탈리아)
- 프티라(몰타)
- 플라트브뢰드(노르웨이)
- 플라트카카(아이슬랜드)
- 피아디나(이탈리아)
- 피자(이탈리아)
- 피타(그리스)
- 리피(루마니아)
- 피데(터키)

### 중동 및 아프리카

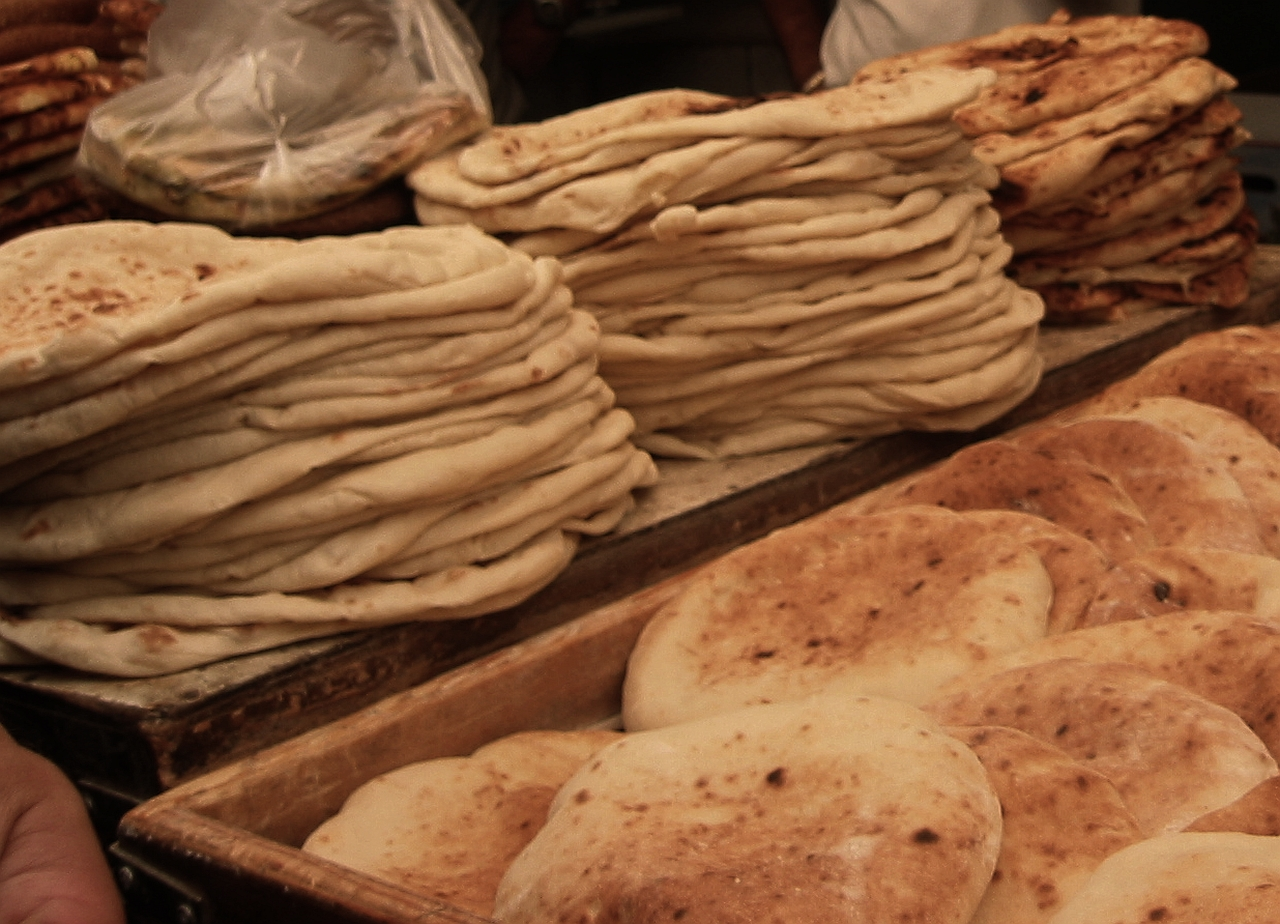
다양한 종류의 피타, 예루살렘 마하네 유다 시장에서.

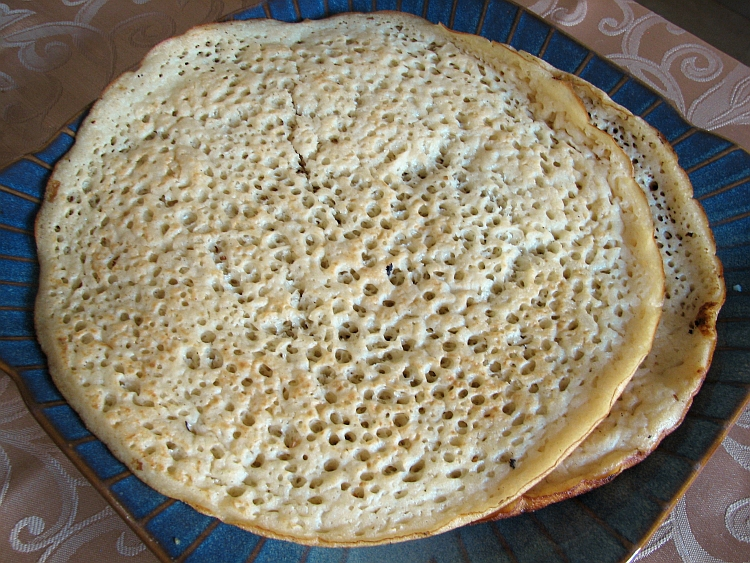
예멘의 라호흐

- 라호흐(소말리아, 지부티, 예멘)
- 마르코크(레반트)
- 말루가(예멘)
- 무교병(이스라엘)
- 바르바리빵(이란)
- 산가크(이란)
- 아이시 메라라(이집트)
- 응고메(말리)
- 은저라(아프리카의 뿔)
- 차파티(스와힐리 해안, 우간다)
- 케브즈(레반트)
- 쿠브즈(아라비아 반도)
- 타프툰(이란)
- 피타(동지중해, 중동)
- 하르샤(모로코)

### 동/남아시아

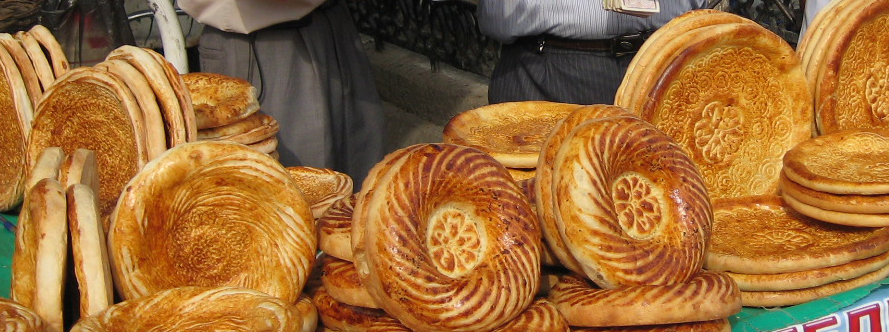
타지키스탄의 난

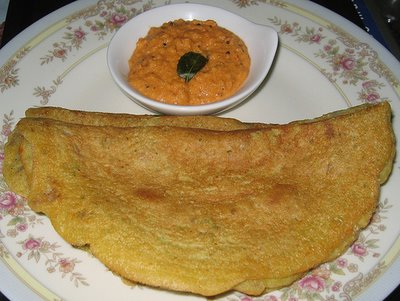
인도의 페사랏투

- 난(중앙/남아시아)
- 라오빙(중국)
- 로스트 판(스리랑카)
- 로티 차나이(말레이시아, 인도네시아)
- 로티 파라타(싱가포르)
- 로티(중앙/남아시아)
- 루치(동인도, 방글라데시)
- 바크리(인도)
- 바투라(인도)
- 반(베트남)
- 빈대떡(한국)
- 빙(중국)
- 산추이산다(중국)
- 차파티(인도, 파키스탄)
- 총요우빙(중국)
- 카놈 브앙(태국)
- 파라타(인도, 스리랑카, 네팔)
- 폴리(인도)
- 폴 로티(스리랑카)
- 푸리(인도, 파키스탄, 네팔)
- 풀카(인도)
- 피아야(필리핀)

### 아메리카

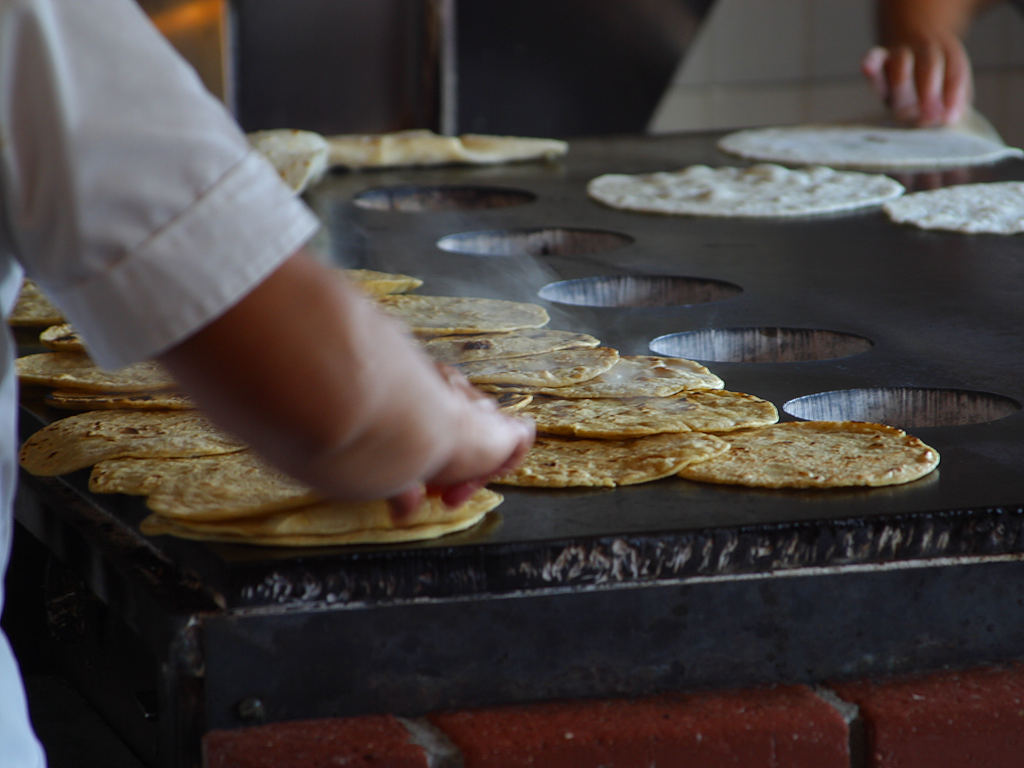
토르티야

- 바미(자메이카)
- 베이주(브라질)
- 아레파(콜롬비아, 베네수엘라)
- 아메리칸 원주민 납작빵(북아메리카)
- 조니케이크(카리브해)
- 카사바(남아메리카, 카리브해)
- 토르티야 데 레스콜도(칠레)
- 토르티야(멕시코, 중앙/남아메리카)
- 판 데 세미타(멕시코)
- 프라이브레드(미국)

## 같이 보기
- 빵 목록